# Hořešovice
Hořešovice (en allemand : Groß Horeschowitz) est une commune du district de Kladno, dans la région de Bohême-Centrale, en Tchéquie. Sa population s'élevait à 256 habitants en 2020.

## Géographie
Hořešovice se trouve à 10 km à l'ouest-nord-ouest de Slaný, à 18 km au nord-ouest de Kladno et à 41 km au nord-ouest de Prague.
La commune est limitée par Hořešovičky au nord, par Klobuky au nord-est, par Třebíz à l'est et au sud, par Pozdeň et Líský au sud, et par Bílichov à l'ouest.

## Histoire
La première mention écrite de la localité date de 1227. Jusqu'en 1924, la commune portait le nom de Velké Hořešovice.